# Station Myszków Nowa Wieś
Station Myszków Nowa Wieś is een spoorwegstation in de Poolse plaats Myszków.